# Drgomalj
A Drgomalj egy hegység a Gorski kotar területén Horvátországban.

## Fekvése
A Drgomalj-hegység a Gorski kotar fennsíkjának hatalmas, erdős magaslata a Risnjak-hegységtől keletre, a Kulpa folyó kanyonjától délre. Delnicétől 5 km-re északnyugatra fekszik. Legmagasabb csúcsa a Veliki Drgomalj (1154 m), további magaslatok a Mali Drgomalj (1153 m) és a Stari Drgomalj (1051 m). 
A hegység mészkőből (karsztból) és dolomitból épül fel. Erdő borítja és szinte teljesen vízmentes. A hiúz és a siketfajd élőhelye. A Drgomalj területén található a Kulpa forrásvidéke és itt van a vízválasztó a Fekete-tenger és az Adriai-tenger vízgyűjtő területe között. A hegység a hegymászók kedvelt terepe.
A legmagasabb csúcsa a Veliki Drgomalj egy füves csúcs Delnice felett, gyönyörű kilátással északra és keletre. A tetején egy szétszedett átjátszóállomás hatalmas fémszerkezetének részei hevernek. 

## Források

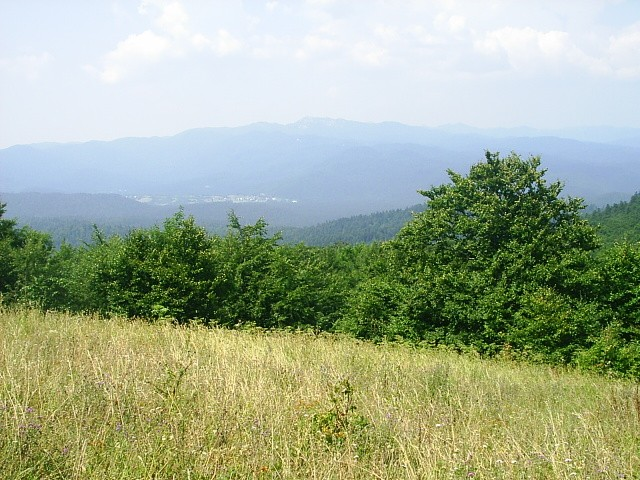
Kilátás a Risnjakra és a Crni Lugra a Veliki Drgomaljról